# Oh mio Dio!
Oh mio Dio! è un film del 2017 diretto da Giorgio Amato.

## Trama
Visto come stanno andando le cose sulla Terra, Gesù decide di tornare per riportare la sua parola al centro dell’attenzione. Questa volta sceglie di lasciare una testimonianza video del suo passaggio terreno e convince due cameraman a seguirlo costantemente. Così Gesù arriva a Roma e comincia la sua predicazione. Peccato però che proprio nella città dove sorge la sua chiesa si scontri con l’indifferenza di una società nella quale la sua Parola sembra essersi persa: nonostante i miracoli che continua a compiere, la società contemporanea è troppo smaliziata e tutti pensano che si tratti di una messinscena ben organizzata. Insomma, preparare le persone all’imminente avvento del Regno dei Cieli si dimostrerà un’impresa molto più ardua di quella che affrontò 2000 anni fa.